# Rick Snyder

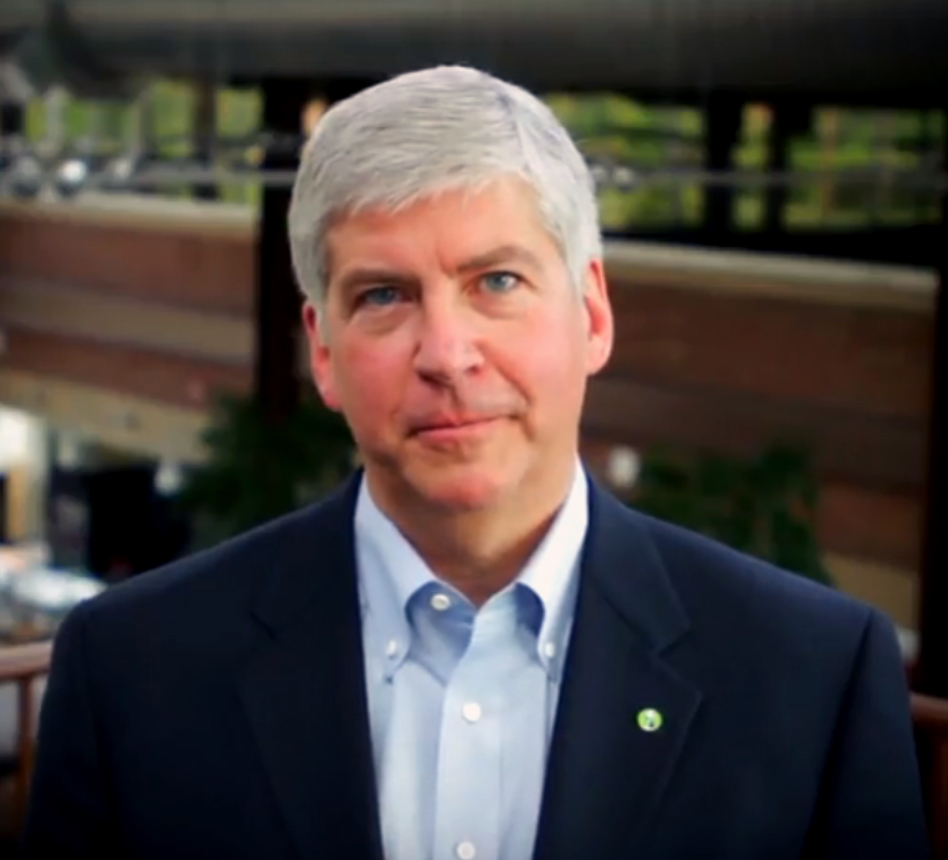
Rick Snyder

Richard D. „Rick“ Snyder (* 19. August 1958 in Battle Creek, Michigan) ist ein US-amerikanischer Politiker der Republikanischen Partei. Vom 1. Januar 2011 bis zum 1. Januar 2019 war er Gouverneur des Bundesstaates Michigan.

## Leben
Nach seiner Schulzeit studierte Snyder Wirtschaft- und Rechtswissenschaften an der University of Michigan. Nach dem Studium war er von 1982 bis 1991 beim Beratungsunternehmen Coopers & Lybrand in Detroit angestellt. 1991 wechselte er zum Unternehmen Gateway, dessen Präsident er im Januar 1996 wurde. Im August 1997 verließ er Gateway und gründete das Investmentunternehmen Avalon Investments gemeinsam mit dem Gateway-Gründer Ted Waitt. Von 1997 bis 2000 war er Präsident von Avalon Investments. Snyder war im Jahre 2000 Mitgründer des Investmentunternehmens Ardesta LLC. Erneut wechselte Snyder ab 2000 in den Vorstand von Gateway, dem er bis 2007 angehörte, als Gateway an das taiwanische Unternehmen Acer veräußert wurde. Des Weiteren sitzt er im Vorstand des Henry Ford Museum in Michigan.
Snyder ist Mitglied der Republikanischen Partei. Am 2. November 2010 gewann er die Gouverneurswahlen in Michigan. Er folgte am 1. Januar 2011 der demokratischen Gouverneurin Jennifer Granholm im Amt. Während seiner Regierungszeit wurde 2013 ein umstrittenes Recht-auf-Arbeit-Gesetz eingeführt.
In seine Amtszeit fällt die „Wasserkrise von Flint“. Dabei wurden die Einwohner der Stadt Flint giftigem, bleihaltigem Trinkwasser ausgesetzt, weil durch sein maßgebliches politisches Handeln eine neugebaute kürzere Wasserleitung das Wasser aus dem verschmutzten und schwermetallhaltigen Flintriver und nicht wie zuvor aus dem Huronsee nach Flint transportierte. Als anschließend die ortsansässigen General Motors Werke deshalb Korrosionsprobleme bekamen, wurde für sie eine neue Wasserleitung zum Huronsee gebaut.
Bei den Gouverneurswahlen 2014 wurde er gegen Mike Schauer mit 51 gegen 46 Prozent der Stimmen im Amt bestätigt. Nach der Wahl 2018, bei der er nicht mehr kandidieren konnte, wurde er am 1. Januar 2019 von der Demokratin Gretchen Whitmer abgelöst.
Rick Snyder ist verheiratet und hat drei Kinder. Er lebt mit seiner Familie in Ann Arbor, Michigan.